# البعثة 46 (ISS)
البعثة 46 لمحطة الفضاء الدولية (بالإنجليزية: ISS Expedition 46)‏ هي المهمة ال46 بعيدة المدى على متن محطة الفضاء الدولية (ISS).

## الطاقم
| الموضع         | الجزء الأول (ديسمبر 2015)                     | الجزء الثاني (ديسمبر 2015 إلى مارس 2016)      |
| -------------- | --------------------------------------------- | --------------------------------------------- |
| قائد           | سكوت كيلي، ناسا رابع رحلة فضائية              | سكوت كيلي، ناسا رابع رحلة فضائية              |
| مهندس الرحلة 1 | ميخائيل كورنيينكو، روسكوسموس ثاني رحلة فضائية | ميخائيل كورنيينكو، روسكوسموس ثاني رحلة فضائية |
| مهندس الرحلة 2 | سيرجي فولكوف، روسكوسموس ثالث رحلة فضائية      | سيرجي فولكوف، روسكوسموس ثالث رحلة فضائية      |
| مهندس الرحلة 3 |                                               | وري مالينتشينكو، روسكوسموس سادس رحلة فضائية   |
| مهندس الرحلة 4 |                                               | تيموثي بيك، إيسا أول رحلة فضائية              |
| مهندس الرحلة 5 |                                               | تيموثي كوبرا، ناسا ثاني رحلة فضائية           |

## مقالات ذات صلة
- قائمة بعثات محطة الفضاء الدولية
- محطة الفضاء الدولية